# Johannes Zehfuß (Politiker, 1959)

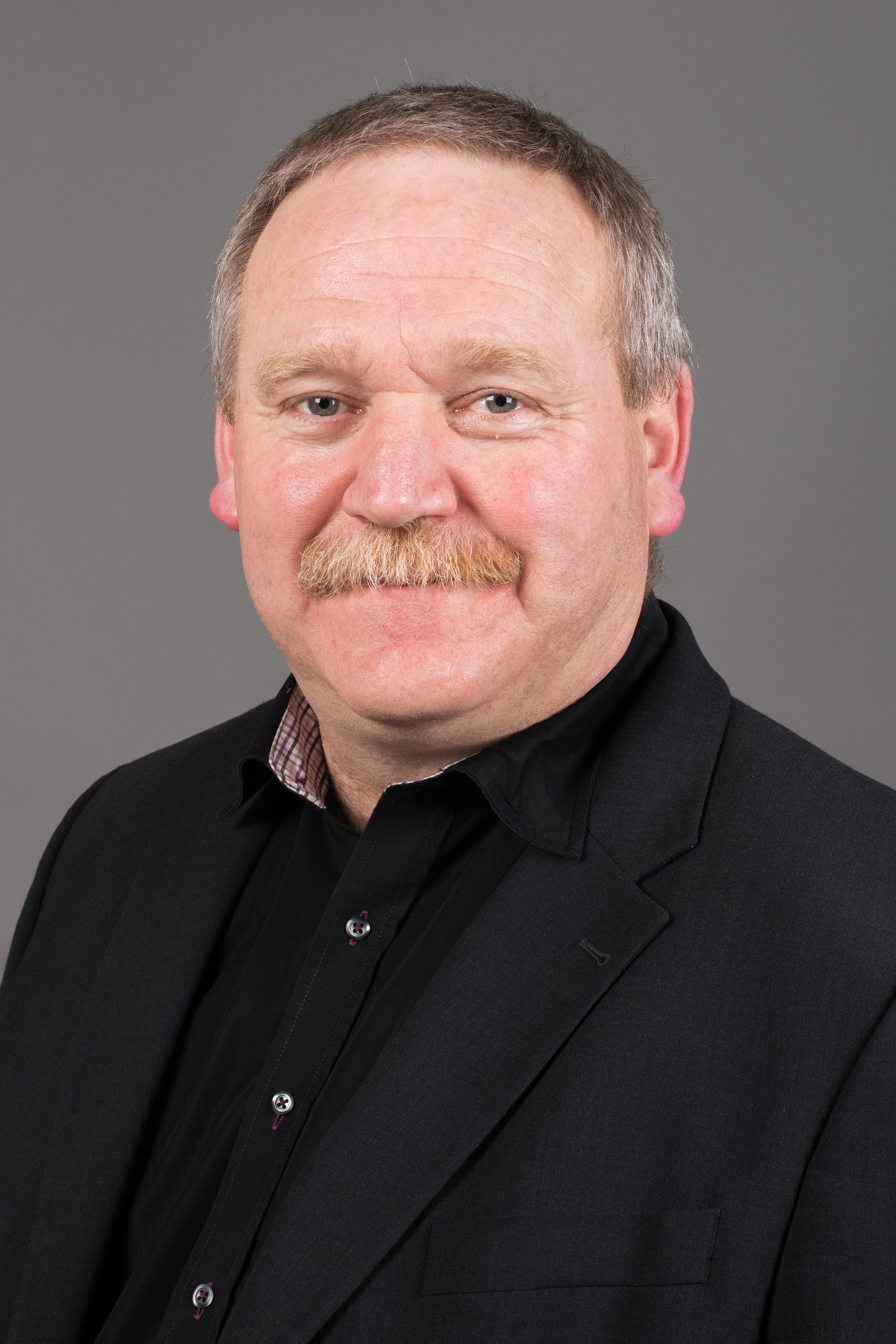
Johannes Zehfuß, 2014

Johannes Zehfuß (* 11. Januar 1959 in Böhl) ist ein deutscher Politiker (CDU) und seit 2011 Abgeordneter im Landtag Rheinland-Pfalz.
Johannes Zehfuß besuchte die Volksschule und die Realschule. Anschließend absolvierte er eine Ausbildung zum Gärtner, besuchte eine Fachoberschule für Landwirte und studierte Gartenbau mit Abschluss als Dipl.-Ing. Er bewirtschaftet seinen eigenen landwirtschaftlichen Betrieb.
Er trat 1995 der CDU bei und wurde in den Gemeinderat von Böhl-Iggelheim gewählt. Zehfuß engagierte sich als Ortsvorsitzender des Bauernverbandes und als Vorstandsmitglied auf Regional- und Bundesebene im Kartoffelerzeugerverband. Bei den Landtagswahlen in Rheinland-Pfalz 2011, 2016 und 2021 erhielt er das Direktmandat im Wahlkreis Mutterstadt. Er ist ordentliches Mitglied des Ausschusses für Landwirtschaft und Weinbau.